# Myzowo (przystanek kolejowy)
Myzowo (ukr. Мизове, ros. Мызово) – przystanek kolejowy w miejscowości Myzowo, w rejonie kowelskim, w obwodzie wołyńskim, na Ukrainie. Leży na linii Kijów – Kowel – Brześć.
Przed II wojną światową istniała w tym miejscu stacja kolejowa o tej samej nazwie.